# Arceuthobium douglasii
Arceuthobium douglasii es una especie de planta parásita perteneciente a la familia de las santaláceas. Es nativa del oeste de Norteamérica desde British Columbia a Texas y California, donde vive en los bosques de coníferas como un parásito en  árboles del género Pseudotsuga. 

## Descripción
Se trata de un verde arbusto que se ve como una red de escamas que se extiende por encima de la corteza de su árbol anfitrión. La mayoría se encuentra dentro del árbol huésped, del que se alimenta, a través de haustorios, de agua y nutrientes. Las hojas están reducidas a escamas finas en su superficie. Es dioica, con plantas masculinas y femeninas que producen flores, respectivamente. El fruto es una baya pegajosa de unos pocos milímetros de largo, que explota para dispersar las semillas que contiene a varios metros de distancia de la planta madre y su árbol anfitrión.

## Taxonomía
Arceuthobium douglasii fue descrita por George Engelmann y publicado en Report Upon United States Geographical Surveys West of the One Hundredth Meridian, in Charge of First Lieut. Geo. M. Wheeler... vol. 6, Botany 253, en el año 1878[1879].
Sinonimia
- Arceuthobium douglasii var. microcarpum Engelm.
- Arceuthobium microcarpum (Engelm.) Hawksw. & Wiens
- Razoumofskya douglasii (Engelm.) Kuntze
- Razoumofskya microcarpa (Engelm.) Wooton & Standl.[2]